# Захарчук, Александр Ананьевич
Александр Ананьевич Захарчук (11 (24) ноября 1911 — 6 сентября 1981) — младший сержант Рабоче-крестьянской Красной Армии, участник Великой Отечественной войны, Герой Советского Союза (1944).

## Биография
Александр Захарчук родился 11 (24) ноября 1911 года в селе Майданецкое (ныне — Тальновский район Черкасской области Украины). После окончания пяти классов школы работал в колхозе. В июне 1941 года Захарчук был призван на службу в Рабоче-крестьянскую Красную Армию. С сентября того же года — на фронтах Великой Отечественной войны. К сентябрю 1943 года красноармеец Александр Захарчук был сапёром 91-го отдельного инженерного батальона 47-й армии Воронежского фронта. Отличился во время битвы за Днепр.
В ночь с 24 на 25 сентября 1943 года Захарчук переправился через Днепр в районе города Канева Черкасской области Украинской ССР, натянул через реку канат для парома и начал переправу артиллерийских частей. Длительное время работая без перерыва, в ледяной воде устраняя повреждения каната, он переправил в общей сложности 15 орудий с расчётами, 21 тонну боеприпасов, 450 пехотинцев со всем вооружением. В последующие дни Захарчук совершил 136 рейсов, перевезя с западного берега 186 получивших тяжёлые ранения бойцов и командиров.
Указом Президиума Верховного Совета СССР от 3 июня 1944 года за «мужество, отвагу и героизм, проявленные в борьбе с немецкими захватчиками» красноармеец Александр Захарчук был удостоен высокого звания Героя Советского Союза с вручением ордена Ленина и медали «Золотая Звезда» за номером 3717.
После окончания войны в звании младшего сержанта Захарчук был демобилизован. Вернулся на родину, работал внештатным лектором местной организации общества «Знание». Скончался 6 сентября 1981 года.
Был также награждён рядом медалей.